# Ingegerda de Bjelbo
Ingegerda Birgersdotter de Bjälbo (lit. Ingegerda, filha de Binger de Bjälbo; conhecida na Suécia como Ingegerd Birgersdotter; 1180 – 1230), foi uma rainha consorte da Suécia entre 1200 e 1208. Foi a segunda esposa do rei Suérquero (Sverker Karlsson). Era filha de Birger, o Sorridente, um poderoso nobre da dinastia Folkung e de Brígida, a viúva do rei Magno II da Suécia (Magnus Henriksson).

Brasão da Casa de Bjälbo, da qual Ingegerda fazia parte

Em torno de 1200, casou-se com Suérquero. Seu pai, Birger, o Sorridente, era o homem mais influente do reino e o principal patrocinador de Suérquero. Mediante o casamento, o rei fortaleceu os laços com os Folkung, família que passava por uma fase de rápido crescimento em seu poder.